# Cywilizacja (film)
Cywilizacja (ang. Civilization) – amerykański niemy film z 1916 roku w reżyserii Reginalda Barkera, Raymonda B. Westa oraz Thomasa H. Ince’a.

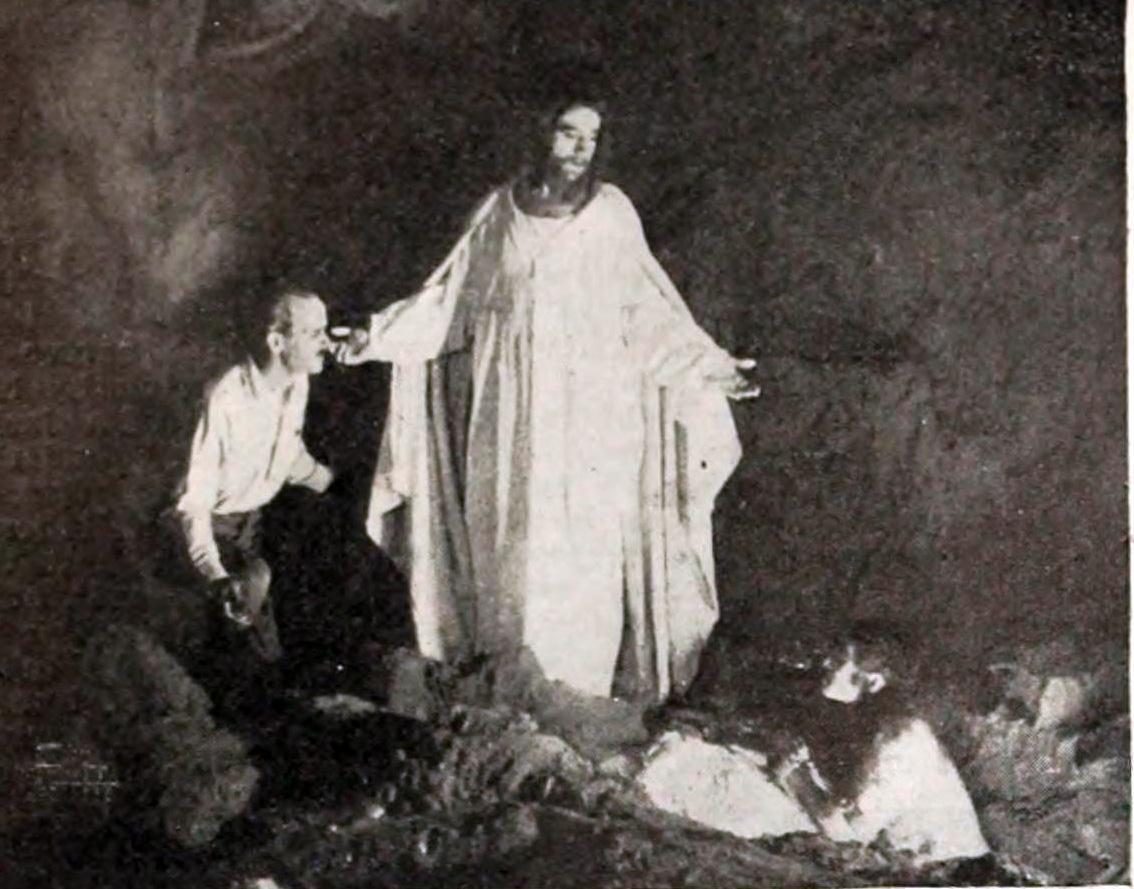
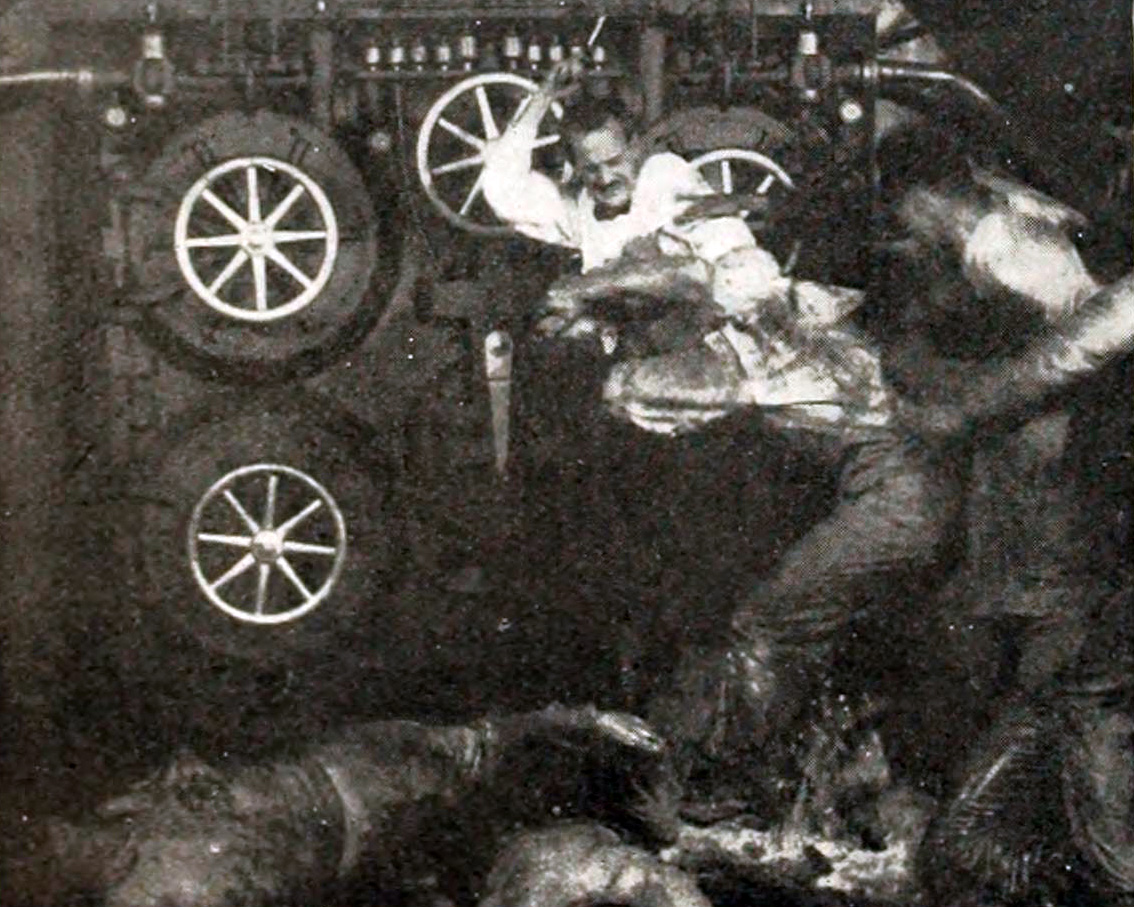

## Wyróżnienia
| Data wpisania | National Film Registry |
| ------------- | --- |
| 1999          | Lista filmów budujących dziedzictwo kulturalne USA utworzona przez National Film Preservation Board i przechowywana w Bibliotece Kongresu Stanów Zjednoczonych |